# Віргінські острови

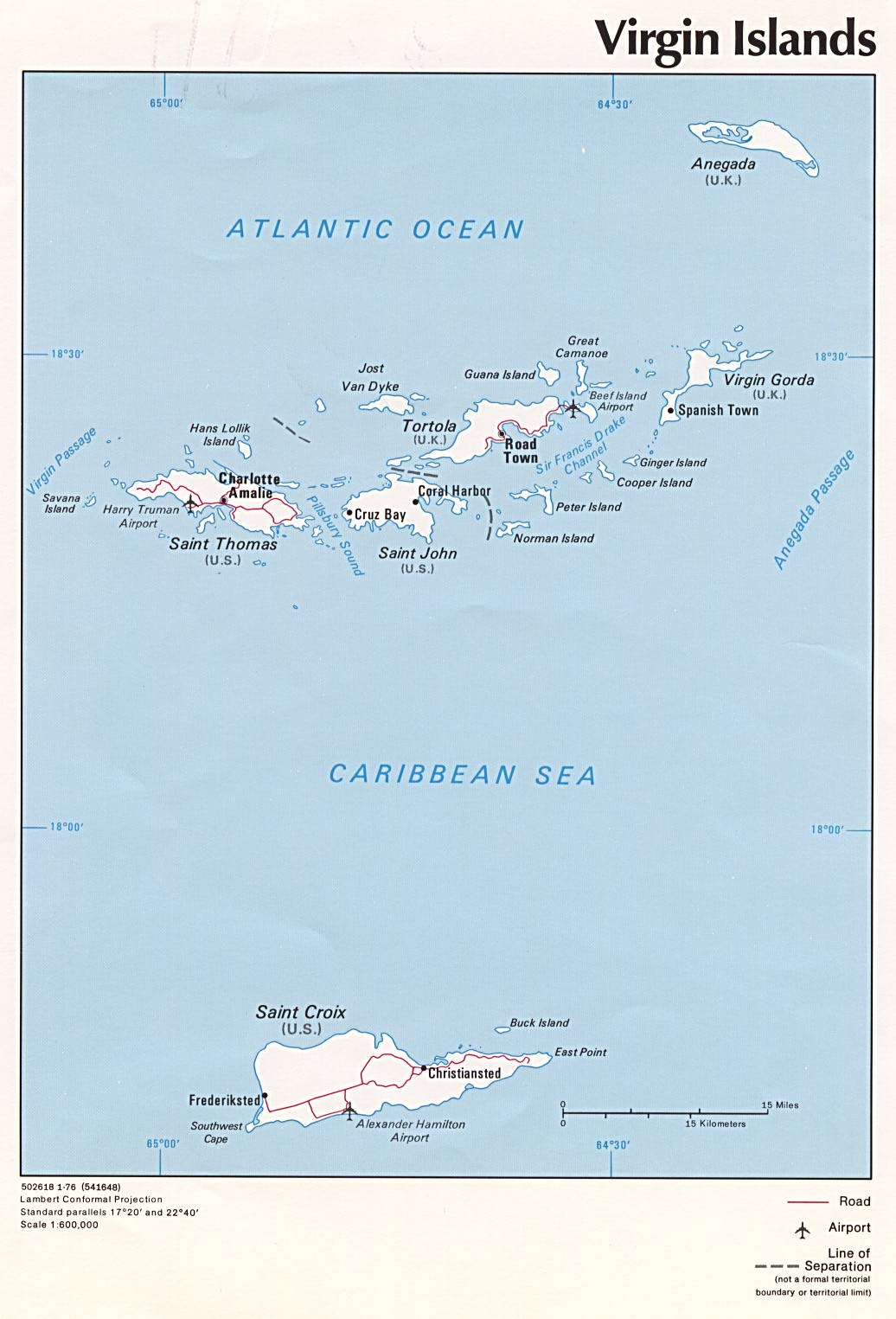
Мапа Віргінських островів

Віргінські острови — група з приблизно 100 островів, крайня північна частина Навітряних островів в архіпелазі Малих Антильських островів в Вест-Індії. Основна стаття доходів — туризм.
Острови складаються з Американських Віргінських Островів із населенням 108 612 (2000) та площею 350 км².: Сент-Томас (столиця — Шарлотта-Амалія), Сен-Круа, Сент-Джон і ще 50 острівців; — і Британських Віргінських Островів із населенням 22 016 (2005) та площею 150 км².: Тортола (столиця — Род-Таун), Верджін-Горда, Анегада, Джост-Ван-Дайх і ще 40 острівців).
Американські Віргінські Острови були куплені в Данії в 1917 році, стали неінкорпорованою територією США. Британські Віргінські Острови, завойовані у Нідерландів англійськими поселенцями в 1666, мають внутрішнє самоврядування.